# جغد پارس‌کن
جغد پارس‌کن (نام علمی: Ninox connivens) که با نام جغد چشمک‌زن نیز شناخته می‌شود، یک گونه پرنده شب‌زی است که بومی سرزمین اصلی استرالیا و بخش‌هایی از گینه نو و جزایر ملوک است. یک جغد قهوه‌ای با اندازه متوسط هستند و صدایی مشخص با صداهایی از صدای پارس سگ گرفته تا زوزه‌های انسان‌مانند با شدت زیاد دارند.
جغد پارس‌کن در سرزمین اصلی استرالیا در امتداد سواحل شرقی و شمالی این قاره و نواحی جنوب غربی پیرامون پرث، استرالیای غربی زندگی می‌کند. در داخل سرزمین آنها مناطقی را در نزدیکی دریاچه‌ها و آبراهه‌ها یا سایر محیط های جنگلی اشغال می‌کنند. آن‌ها همچنین در بخش‌های خشک‌تر گینه نو و جزایر مولوک (هالماهرا، موروتای، باکان و اوبی) زندگی می‌کنند. در زمان گذشته جغدهای پارس‌کن گسترده بودند و اکنون در جنوب استرالیا کمتر رایج هستند.

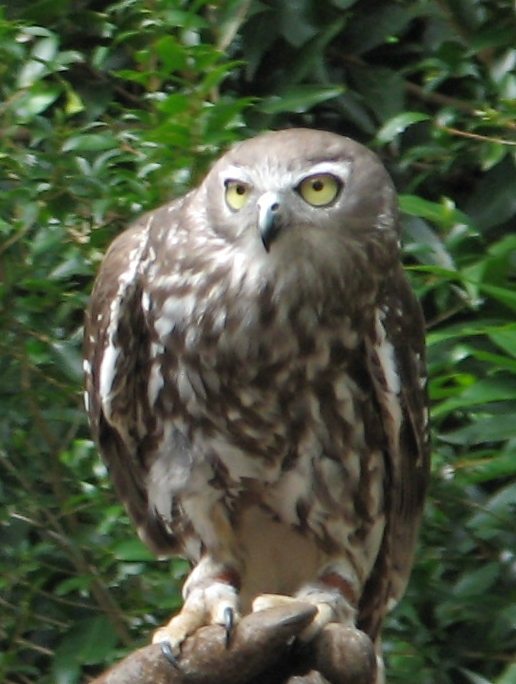
جغد پارس‌کن